# Thomas Grubb

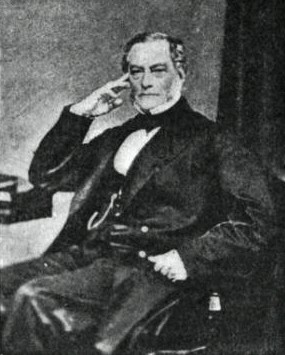
Thomas Grubb

Thomas Grubb (ur. 4 sierpnia 1800, zm. 19 września 1878) – irlandzki optyk, założyciel Grubb Telescope Company.
W 1830 założył firmę produkującą stoły do bilarda, a w późniejszym czasie rozpoczął także produkcję teleskopów. Był jednym z najbardziej znanych producentów teleskopów i przyrządów optycznych w Wielkiej Brytanii ery wiktoriańskiej. Opracował między innymi obiektyw Grubba.